# Công viên voi (Chiang Mai)

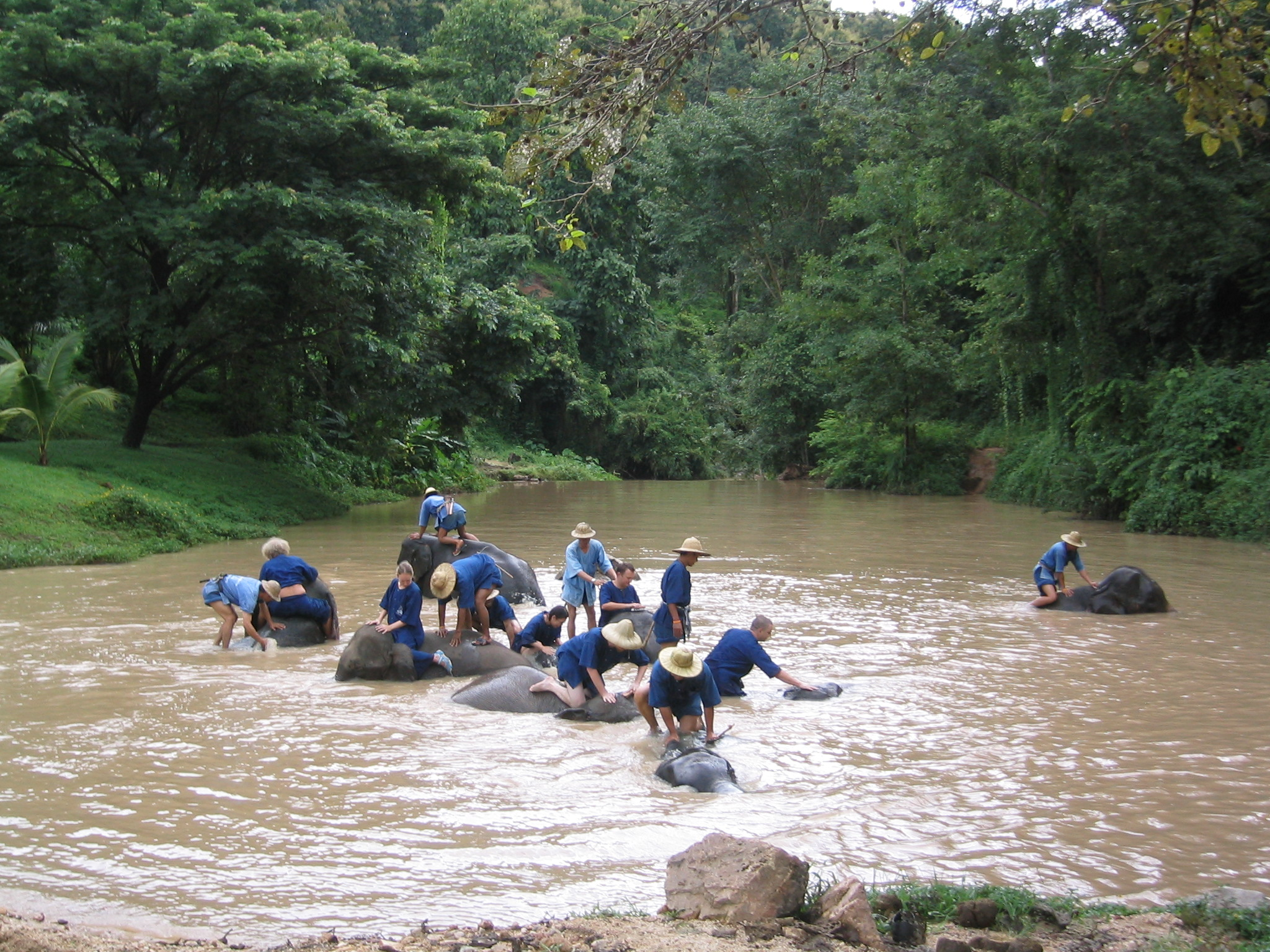
Các nhân viên đang tắm cho voi trong Công Viên Voi

Công viên thuần dưỡng và bảo vệ loài voi này nằm ở tỉnh Chiang Mai - một tỉnh vùng núi Miền Bắc Thái Lan và là thủ phủ của vương quốc Lannathai xưa. Công viên voi cách thành phố Chiang Mai 60 km,nơi đây là nuôi dưỡng trên 30 con voi thuần dưỡng được đem về từ khắp mọi miền Thái Lan

## Mô tả
Công viên nằm trong một thung lũng, nằm cạnh một con sông, những dãy núi và người dân địa phương sống bao quanh là điều kiện thuận lợi để phát triển loài voi cũng như là nơi tham quan hấp dẫn dành cho du khách muốn tìm hiểu về thiên nhiên,về núi rừng hay chính cuộc sống thường ngày của cư dân địa phương. 

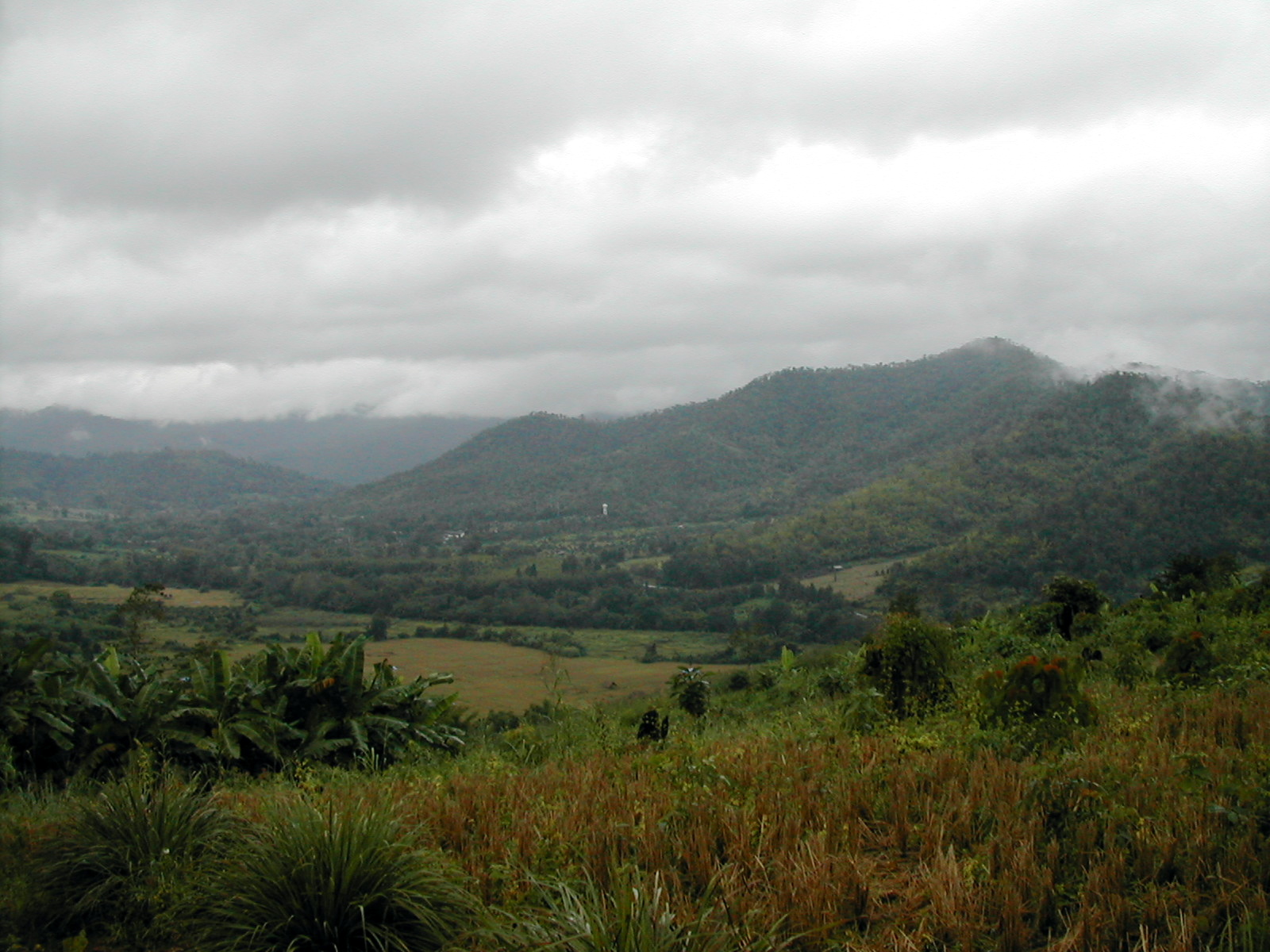
Phong cảnh tuyệt đẹp của vùng miền núi phía Bắc

Ở đây có hai trung tâm chăm sóc và phục hồi sức khỏe cho thú vật lớn nhất châu Á: Elephant Nature Park và Elephant Haven.
Tại Nature Park, nơi những quản tượng, bác sĩ thú y, vài tình nguyện viên chăm sóc những chú voi bị chủ ngược đãi. Sau khi chúng bình phục,người ta chuyển chúng đến Haven, một khu nghỉ dưỡng rộng 800 hecta. Hiện nay đó có tất cả 25 con voi sống trong rừng ở Haven.
Mặc dù trong văn hóa Thái, voi rất được coi trọng, nhưng thực tế con số 100.000 con cách đây một thế kỷ nay chỉ còn khoảng 2.500 - 5.000 con. Không những thế, môi trường sống của voi cũng bị phá hủy nặng nề.

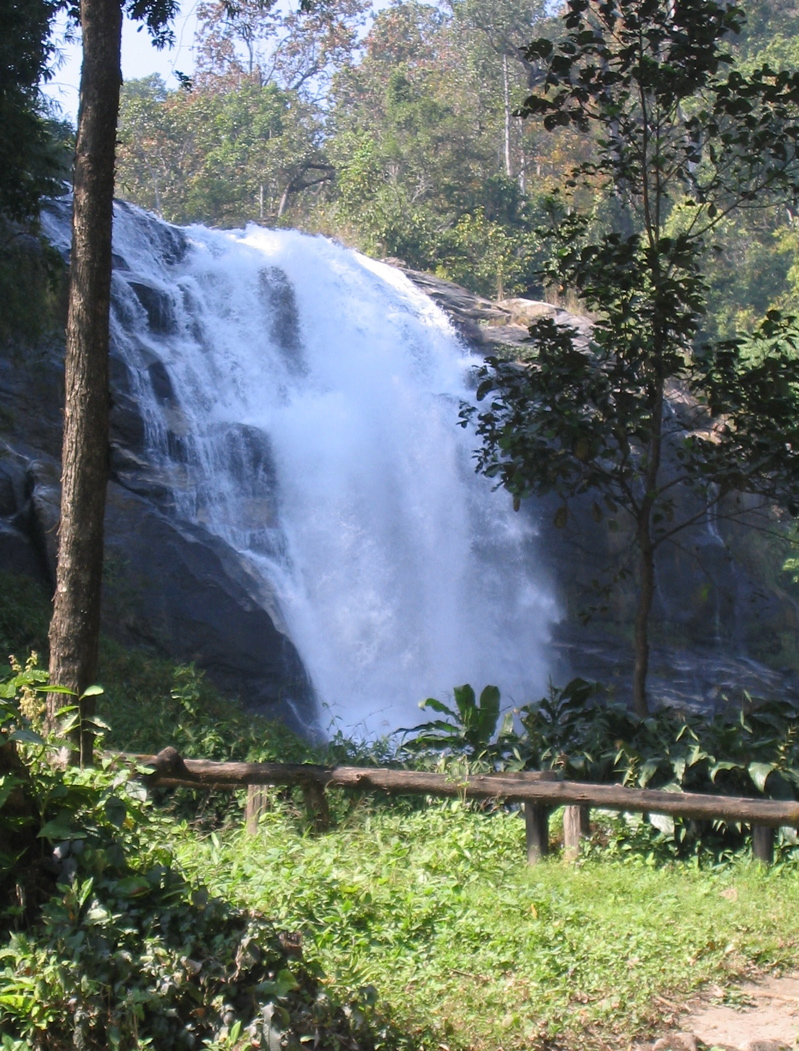
Công viên voi là nơi tốt nhất cho du khách khám phá núi rừng miền Bắc Thái Lan

## Giá trị
Ngoài tác dụng là nuôi dưỡng bảo tồn và páht triển loài voi, công viên còn là nơi du khách đến tìm hiểu về cuộc sống của loài voi, tgham quan và tìm hiểu cuộc sống người dân miền núi và là dịp để thưởng ngoạn phong cảnh núi rừng hoang sơ và hùng vĩ nhất vùng núi phía Bắc Thái Lan.